# Bahnhof Kreuztal
Der Bahnhof Kreuztal ist der wichtigste Personenbahnhof im nordrhein-westfälischen Kreuztal.

## Geschichte
Schon in den 1840er Jahren wurde ein Bahnanschluss Kreuztals thematisiert. Damals war eine Strecke von Köln über die Aggertalbahn und das Wittgensteiner Land nach Treysa angedacht. 1861 erhielt Kreuztal (damals noch als Creuzthal bezeichnet) Anschluss an die Ruhr-Sieg-Strecke zwischen Siegen und Hagen. Obwohl noch 1913 der Bau der Teilstrecke von Olpe nach Kreuztal, die dem ursprünglichen Plan einer Ost-West-Verbindung entsprach, vom preußischen Parlament beschlossen wurde, kam es wegen des Ausbruchs des Ersten Weltkrieges nicht zum Bau.
1884 wurde das erste Teilstück der Bahnstrecke Kreuztal–Cölbe nach Hilchenbach eröffnet. Dadurch wurde Kreuztal zunehmend zu einem Verkehrsknotenpunkt.
Bereits von 1860 bis 1865 wurde auf einer größeren Wiesenfläche bei Kreuztal, das damals rund 200 Einwohner zählte, der Bahnhof gebaut. Das industriereiche Ferndorftal mit dem Müsener Bergbaurevier war hier von ausschlaggebender Bedeutung.
Als am 6. August 1861 das letzte Teilstück der Ruhr-Sieg-Strecke eröffnet wurde, gab es in dem Stationsgebäude bereits gastronomischen Betrieb. Das zur Bahnhofstraße mit einem dreigeschossigen Hauptgiebel weisende Empfangsgebäude verfügte im Erdgeschoss über zwei Wartesäle mit Schankraum und zwei Diensträume, einen für den Stationsvorsteher sowie einen für Fahrkartenausgabe und Gepäckabfertigung. Im Obergeschoss waren die Wohnung des Bahnhofsvorstehers und die Bahnmeisterei eingerichtet. Mit der Eröffnung der Nebenstrecke Kreuztal–Hilchenbach 1884 und deren Weiterführung nach Erndtebrück und Marburg 1888/89 wurde erstmals eine Erweiterung der Bahnhofsanlage erforderlich. Das Empfangsgebäude wurde durch einen Anbau an der Südseite vergrößert. Es folgten dann weitere Um- und Anbauten.
Gegen Ende des Zweiten Weltkrieges wurden am 22. Februar 1945 bei dem ersten Bombenangriff auf den Kreuztaler Bahnhof hauptsächlich die Bahnanlagen im Personenbahnhof zerstört. Bei einem weiteren Angriff am 18. März 1945 wurde dann der Verschiebebahnhof fast völlig zerstört.
1947 wurde der zerstörte Teil des Empfangsgebäudes durch einen rechteckigen Bau mit Walmdach und stark gegliederter Putzfassade wieder aufgebaut.
Nach einem Brandereignis im Jahre 2003, bei dem weite Gebäudeteile komplett ausbrannten, war das Empfangsgebäude für Reisende nicht mehr nutzbar.

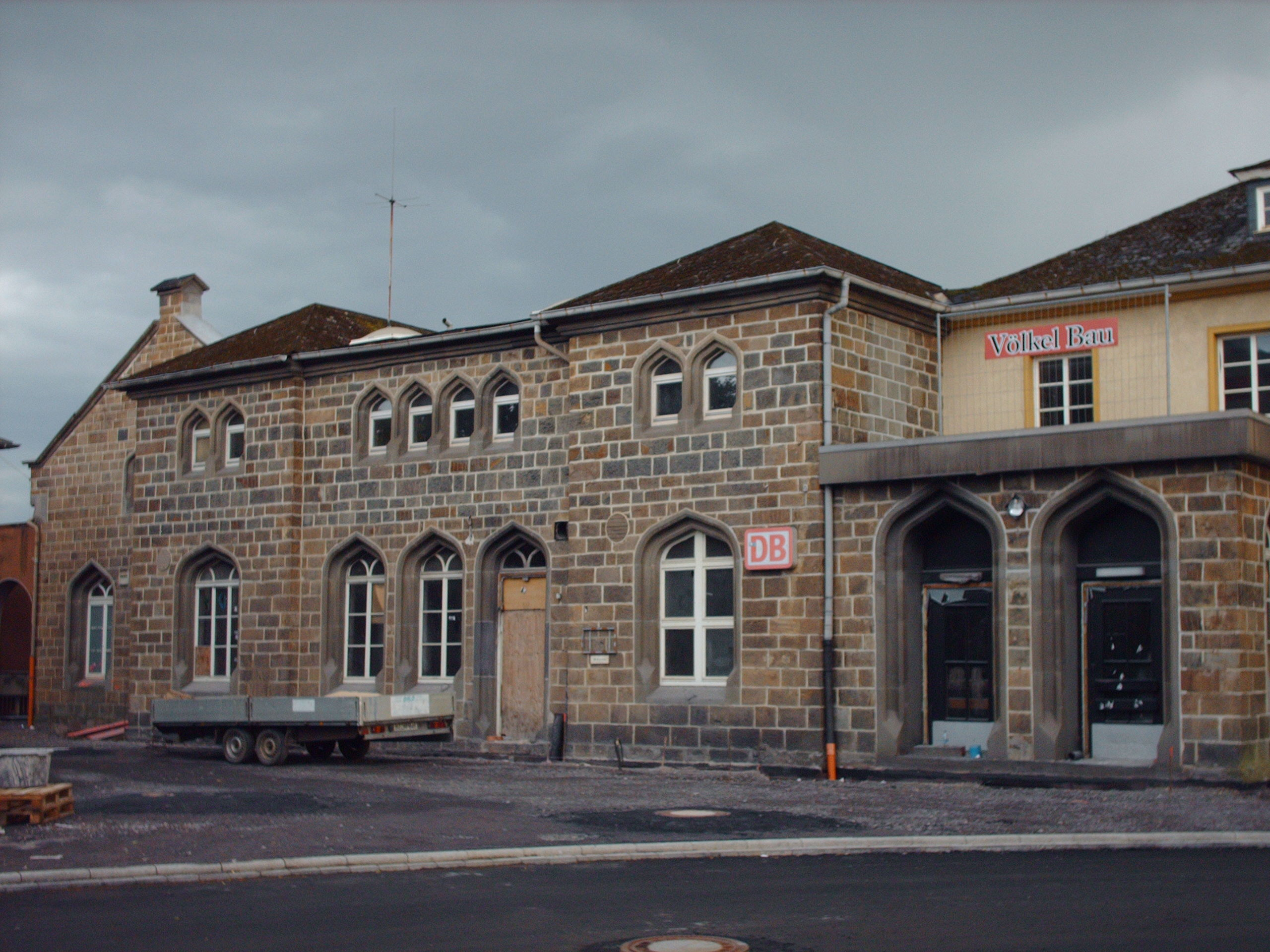
Empfangsgebäude während der Umbauphase im Juli 2007

Ende 2004 erwarb die Stadt Kreuztal das Bahnhofsgebäude für den symbolischen Preis von einem Euro. Nach umfangreichen Bauarbeiten mit Gesamtkosten von etwa 2,1 Millionen Euro, wovon etwa ein Viertel durch das Land Nordrhein-Westfalen gefördert wurden, erfolgte im Februar 2008 die Neueröffnung als Kulturbahnhof Kreuztal.
Heute verfügt der Bahnhof über drei Bahnsteiggleise, die jeweils mit Aufzügen erreichbar sind. Die öffentlichen Toiletten sind vom Bahnsteig barrierefrei zu erreichen. Der Zugang zur Empfangshalle mit der Kunstausstellungsfläche und dem Kiosk im Erdgeschoss ist ebenfalls behindertengerecht. Die Empfangshalle ist mit einer induktiven Höranlage ausgestattet. Durch diese Anlage können hörgeschädigte Menschen auch dort an Kulturveranstaltungen teilnehmen. Die Durchsagen der Deutschen Bahn werden vom Bahnsteig in die Empfangshalle und damit auf diese Höranlage geschaltet. Damit ist der Bahnhof vollkommen barrierefrei.

## Anlagen

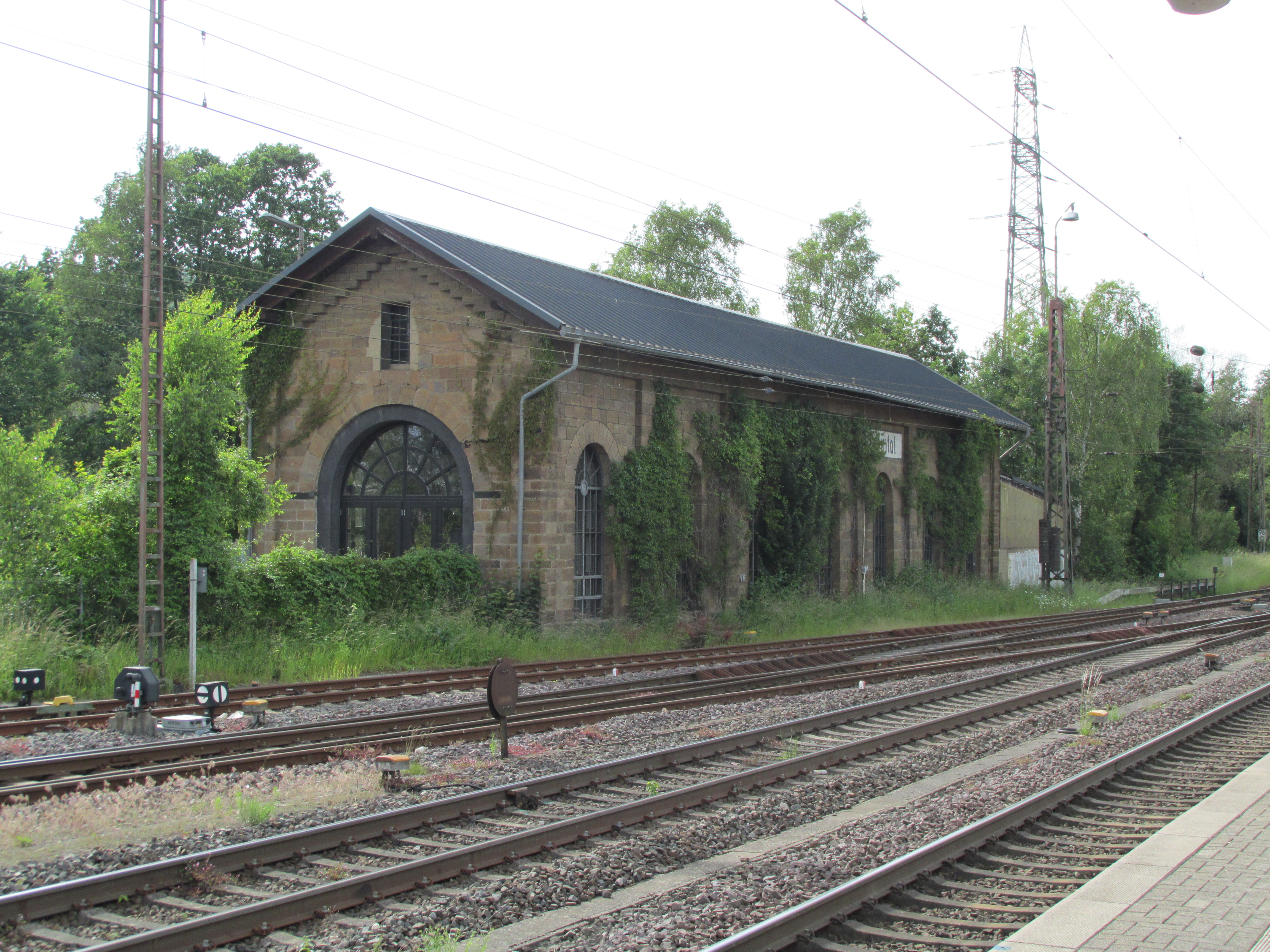

Südöstlich des Personenbahnhofs liegt der Güterbahnhof als eigener Bahnhofsteil. Westlich des Güterbahnhofs befindet sich das 2018 eröffnete Container-Terminal Südwestfalen, das von der KSW Kreisbahn Siegen-Wittgenstein betrieben wird. Außerdem betreibt die KSW noch ein Anschlussgleis nach Buschhütten.

## Regional- und Fernverkehr
Im Bahnverkehr verkehren auf der Ruhr-Sieg-Strecke die Linien RE 34, RB 91 und RB 92. Zusätzlich verkehren doppelstöckige Intercity 2 der IC-Linie 34. Sechs Zugpaare bedienen zwischen Siegen und Letmathe fast alle Halte des RE 34 und können zwischen Dillenburg und Dortmund mit Nahverkehrsfahrkarten benutzt werden.
Auf der hier abzweigenden Strecke Kreuztal–Cölbe verkehrt die Linie RB 93 (Rothaarbahn) zwischen Betzdorf (Sieg), Siegen, Kreuztal, Erndtebrück und Bad Berleburg im Stundentakt. Seit dem 21. Dezember 2019 gibt es an Samstagen zwei Direktverbindungen der sonst zwischen Marburg und Erndtebrück verkehrenden Linie RB 94 (Obere Lahntalbahn) über Erndtebrück hinaus bis nach Siegen und Betzdorf und ersetzt ab Erndtebrück die Linie RB 93.
An Werktagen werden zudem einzelne Züge der in Siegen Hbf endenden Linie RB 90 (Westerwald-Sieg-Bahn) bis nach Kreuztal verlängert.
| Linie | Linienverlauf | Takt                                             | Betreiber         |
| ----- | --- | ------------------------------------------------ | ----------------- |
| RE 34 | Dortmund-Siegerland-Express: Dortmund Hbf – Witten Hbf – Hagen-Hohenlimburg – Iserlohn-Letmathe – Altena (Westf) – Werdohl – Plettenberg – Finnentrop – Lennestadt-Grevenbrück – Lennestadt-Altenhundem – Kirchhundem-Welschen Ennest – Kreuztal – Siegen-Weidenau – Siegen Hbf Stand: Fahrplanwechsel Dezember 2024 | 60 min, 120 min                                  | DB Regio HLB VIAS |
| IC 34 | von Münster kommend: Dortmund Hbf – Witten Hbf – Iserlohn-Letmathe – Altena (Westf) – Werdohl – Plettenberg – Finnentrop – Lennestadt-Grevenbrück – Lennestadt-Altenhundem – Kreuztal – Siegen-Weidenau – Siegen Hbf – Dillenburg, dann weiter nach Frankfurt (Main) Freigabe für Nahverkehrstickets nur zwischen Dortmund und Dillenburg Stand: Fahrplanwechsel Dezember 2024 | 120 min, 240 min                                 | DB Fernverkehr    |
| RB 90 | Westerwald-Sieg-Bahn: Kreuztal – Siegen-Geisweid – Siegen-Weidenau – Siegen Hbf – Eiserfeld (Sieg) – Niederschelden Nord – Niederschelden – Mudersbach – Brachbach – Freusburg Siedlung – Kirchen – Betzdorf (Sieg) – Scheuerfeld (Sieg) – Niederhövels – Wissen (Sieg) – Etzbach – Au (Sieg) – Geilhausen – Hohegrete – Breitscheidt (Kr Altenkirchen Ww) – Obererbach – Altenkirchen (Westerwald) – Ingelbach – Hattert – Hachenburg – Unnau-Korb – Nistertal-Bad Marienberg – Büdingen (Westerw) – Enspel – Rotenhain – Langenhahn – Westerburg – Willmenrod – Berzhahn – Wilsenroth – Frickhofen – Niederzeuzheim – Hadamar – Niederhadamar – Elz (Kr Limburg/Lahn) – Staffel – Diez Ost – Limburg (Lahn) Stand: Fahrplanwechsel Dezember 2024 | einzelne Züge an Werktagen                       | HLB Hessenbahn    |
| RB 91 | Ruhr-Sieg-Bahn: Hagen Hbf – Hohenlimburg – Iserlohn-Letmathe – Altena (Westf) – Werdohl – Plettenberg – Finnentrop – Lennestadt-Grevenbrück – Lennestadt-Meggen – Lennestadt-Altenhundem – Kirchhundem – Kirchhundem-Welschen Ennest – Kreuztal-Littfeld – Kreuztal-Eichen – Kreuztal – Siegen-Geisweid – Siegen-Weidenau – Siegen Hbf Stand: Fahrplanwechsel Dezember 2023 | 60 min (werktags) 120 min (sonn-/feiertags)      | VIAS              |
| RB 93 | Rothaarbahn: Betzdorf (Sieg) – Kirchen – Freusburg Siedlung – Brachbach – Mudersbach – Niederschelden – Niederschelden Nord – Eiserfeld (Sieg) – Siegen Hbf – Siegen-Weidenau – Siegen-Geisweid – Kreuztal – Ferndorf (Siegen) – Kredenbach – Dahlbruch – Hillnhütten – Stift Keppel-Allenbach – Hilchenbach – Vormwald Dorf – Vormwald – Lützel – Erndtebrück – Birkelbach – Aue-Wingeshausen – Berghausen (b Wittgenstein) – Raumland-Markhausen – Bad Berleburg Werktags einzelne Fahrten von Au (Sieg) bzw. Altenkirchen, Samstags 2x von Marburg nach Betzdorf als RB 94 Stand: Fahrplanwechsel Dezember 2021 | 60 min 120 min (Betzdorf–Siegen sonn-/feiertags) | HLB Hessenbahn    |

Der Bahnhof Kreuztal bietet außerdem Umstiegsmöglichkeiten zu Bussen unter anderem in Richtung Freudenberg, Hilchenbach, Junkernhees, Littfeld und Siegen.

## Kulturbahnhof

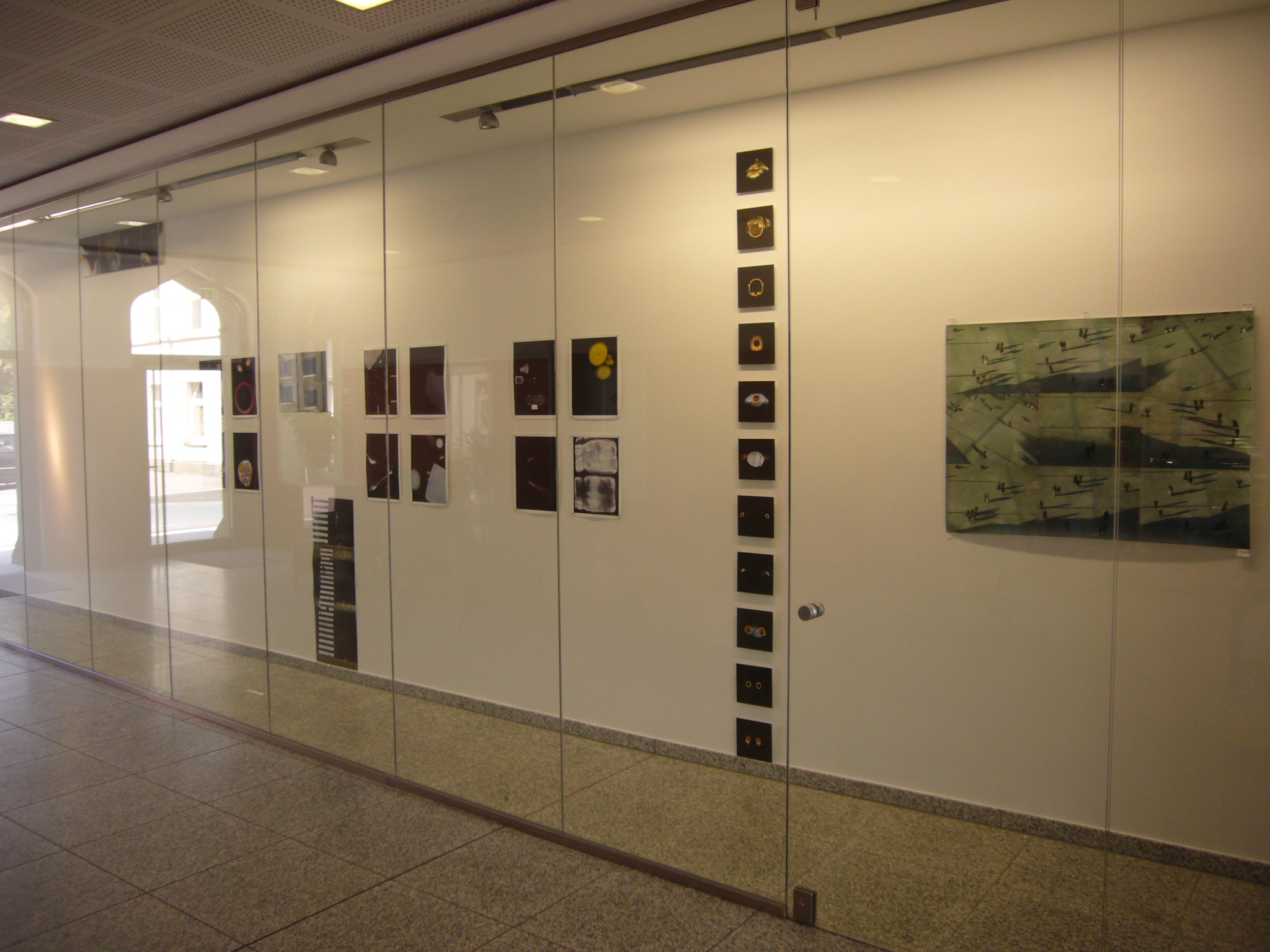
Ausstellung im Kulturbahnhof

In den Jahren 2007 und 2008 erfolgte der Umbau des Bahnhofgebäudes zum „Kulturbahnhof“ mit Büros, Gastronomie-Bereich und zwei Künstlerateliers. Dort haben mit Annette Besgen und Ulrich Langenbach zwei renommierte Künstler der Region ihre Ateliers mit einer Fläche von jeweils 100 m². In einer kleinen Galerie im Foyer finden unter dem Motto „szenenwechsel“ jährlich drei bis vier Ausstellungen aus allen Bereichen der bildenden Kunst statt, wofür insgesamt 40 m² verglaste Ausstellungsfläche zur Verfügung stehen.